# 尼克·贝克尔
尼克·贝克尔（英語：Nick Becker，1968年7月30日—），生于加利福尼亚州富勒顿，美国男子排球运动员。他曾代表美国国家队参加1992年夏季奥林匹克运动会排球比赛，获得一枚铜牌。